# Ordine nazionale al merito (Algeria)
L'ordine nazionale al merito è un'onorificenza dell'Algeria. È stata istituita il 2 gennaio del 1984 ed è conferita dal presidente della repubblica dell'Algeria per servizi resi alla nazione e per meriti civili e militari.
L'ordine è costituito da sei classi, tre "ordinarie" (Cavaliere, Ufficiale e Commendatore) e tre "di dignità" (Sadr, Athir e Achir); queste ultime sono riservate una a capi di stato stranieri, una al cancelliere dell'ordine e una al presidente della Repubblica algerina.
L'insegna è costituita da una stella dorata a otto punte che porta al centro un medaglione dorato con scritta in arabo. Il nastro è rosso con strisce verdi e bianche ai bordi.